# Großsteingräber bei Bruchwedel

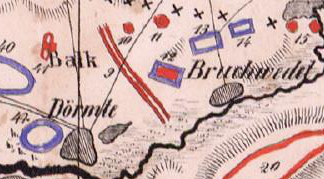
Lage der Gräber (Nr. 13 und 14) nach von Estorff

Die Großsteingräber bei Bruchwedel waren zwei megalithische Grabanlagen der jungsteinzeitlichen Trichterbecherkultur bei Bruchwedel, einem Ortsteil von Oetzen im Landkreis Uelzen (Niedersachsen). Sie wurden im frühen 19. Jahrhundert zerstört. Sie lagen südwestlich des Ortes und schlossen sich unmittelbar an eines der Großsteingräber bei Dörmte an, die 1840 durch Georg Otto Carl von Estorff dokumentiert wurden. Zu diesem Zeitpunkt waren die Gräber bei Bruchwedel bereits zerstört. Über Ausrichtung, Maße und Grabtyp liegen daher keine näheren Angaben vor. Östlich der Großsteingräber lagen zwei Grabhügel.